# Emmanuel Boileau de Castelnau

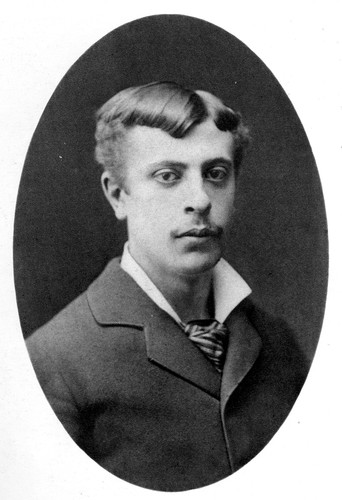
Emmanuel Boileau de Castelnau

Emmanuel Boileau de Castelnau (Nîmes, 1857 - ?, 1923) was een Franse bergbeklimmer die als eerste La Meije beklom.
Emmanuel Boileau de Castelnau ontdekte de bergen in de Pyreneeën op 13-jarige leeftijd tijdens de beklimming van de Maladeta en de Aneto.
In 1875 ontmoette hij voor het eerst Henri Duhamel, die de Club alpin français oprichtte. Emmanuel Boileau de Castelnau ging samen met hem op een expeditie op de Mont Blanc. Tijdens deze tocht groeide zijn wens om La Meije te overwinnen.
De eerste expeditie naar de top van La Meije gebeurde samen met de gidsen Lexandre Tournier, François en Léon Simond. Ze kozen voor de Noordzijde, maar de expeditie loopt vast op een passage met ijsspleten.
In 1877, probeerde hij een nieuwe expeditie met de gids Pierre Gaspard en zijn zoon aan de zuidzijde, na veel moeite steken ze een grote wand over en op 16 augustus 1877 bereiken ze de top.
Na deze beklimming stopt Emmanuel Boileau de Castelnau met het organiseren van nieuwe expedities.